# PowerPC 603
Il PowerPC 603 è un microprocessore prodotto da Motorola nel 1994. Il PowerPC 603 fu il primo processore a implementare le specifiche PowerPC (il predecessore PowerPC 601 era un ibrido con istruzioni POWER e PowerPC, il 603 rimosse le istruzioni POWER). Il processore fa parte della seconda generazione di processori PowerPC (conosciuti anche PowerPC G2) insieme ai processori PowerPC 602, 604 e 620. 

## Storia
Il processore venne utilizzato da molti computer Apple Macintosh a basso costo e in computer portatili come la serie PowerBook 5300. I primi computer con questo processore erano molto lenti dato che Apple non utilizzava cache di secondo livello e la ridotta cache di primo livello creava un notevole collo di bottiglia nel sistema. Allora buona parte del sistema operativo di Apple era scritto in codice Motorola 68000 che le macchine PowerPC eseguivano tramite un emulatore. L'emulatore non riusciva ad entrare negli 8 KB della cache e quindi la macchina era molto lenta. Le versioni PowerPC 603e e 603ev (codice interno IBM non utilizzato esternamente) incrementarono la cache interna migliorando le prestazioni del processore e permettendo all'emulatore di venir caricato interamente nella cache.
Il 603 venne utilizzato anche nelle schede acceleratrici di Phase5 per i computer Amiga. Queste schede utilizzarono processori con frequenze comprese tra 160 e 240 MHz.
L'architettura del 603 fu seguita dall'architettura del PowerPC 750, processore che Apple chiamò PowerPC G3.

## Caratteristiche

### PowerPC 603
- Presentazione: aprile 1995
- Tecnologia: 500 nanometri
- Transistor: 1,6 milioni
- Dimensione die: 83 mm²
- Frequenza: 66, 75 o 80 MHz
- Voltaggio: 3,3 Volt
- Architettura: 32 bit
- Bus degli indirizzi: 32 bit
- Bus dei dati 64 bit
- Cache primo livello: 16 KB
- Cache secondo livello: non presente
- Prestazioni: SPECint92: 75 / SPECfp92: 85
- Consumo: 3 W a 80 MHz

### PowerPC 603e / 603ev
- Presentazione: aprile 1996
- Tecnologia: 500 o 350 nanometri
- Transistor: 2,6 milioni
- Dimensione die: 81 o 98 mm²
- Frequenza: 100 o 133MHz
- Voltaggio: 2,5 o 3,3 Volt
- Architettura: 32 bit
- Bus degli indirizzi: 32 bit
- Bus dei dati 64 bit
- frequenza del bus: 33, 40 o 50 MHz
- Cache primo livello: 16 o 32 KB
- Cache secondo livello: non presente
- Prestazioni a 100 MHz: SPECint92: 120 / SPECfp92: 105
- Prestazioni a 200 MHz: SPECint95: 5,6 / SPECfp95: 4,9
- Prestazioni a 300 MHz: SPECint95: 7,4 / SPECfp95: 6,1